# SSC Aero

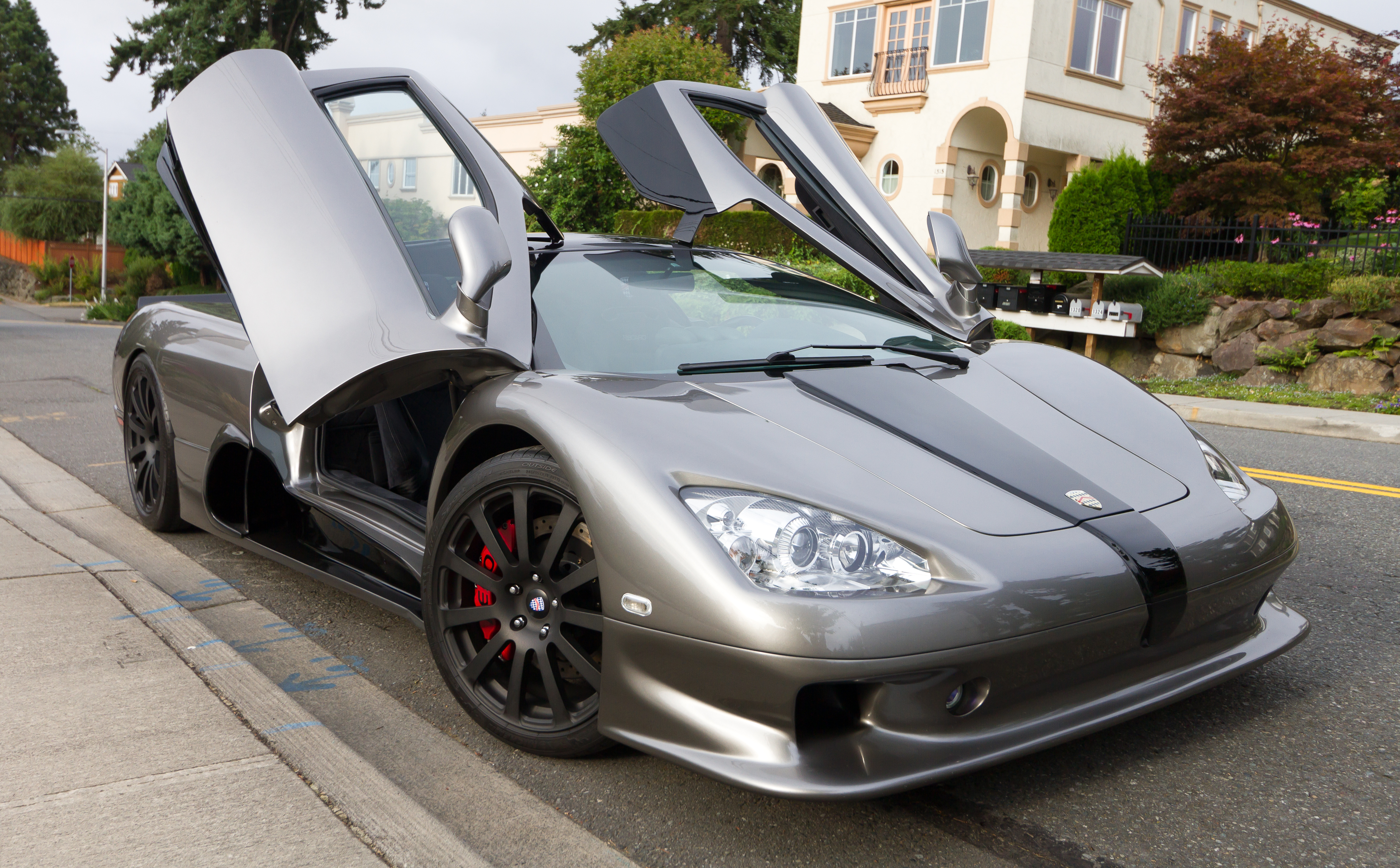
SSC Aero

SSC Ultimate Aero är en amerikansk superbil som tillverkas av Shelby Supercars. Bilen ska i teorin klara att köra i 430 km/h under optimala förhållanden. Superbilen hade under en tid rekordet för snabbaste serietillverkad bil men rekordet hålls nu av Koenigsegg Agera RS som tog rekordet (447,19 km/h) i Pahrump, Nevada. 

## Statistik
- 0-100: 2,8 s
- Toppfart: 414km/h
- Drivning: Bakhjulsdrift
- Vikt: 1247 kg
- Hästkrafter: 1390hk
- Pris: 600 000 dollar vid lanseringen.